# Jan Karlsson (cyklist)
Jan Karlsson, född 8 februari 1966 i Falköping, är en svensk cyklist.
Han blev olympisk bronsmedaljör i Seoul 1988.